# Halimium

Halimium (jaguarzo o jara) es un género de 12 especies de subarbustos semi o siempreverdes  de la familia de las Cistaceae, muy emparentadas con Helianthemum. 

## Hábitat
Son nativas de Europa, África del Norte y Asia Menor,  con una región de diversificación en el oeste del Mediterráneo.

## Descripción
Las hojas son opuestas, simples, ovales, de 1-5 cm de long. y 0,5-2 cm de ancho, variando de verdes lustrosos a verdes grisáceos tomentosos. Las flores son de 1,5-4 cm de diámetro, con cinco pétalos blancos o amarillos; en algunas especies las flores son bicolores con rojo negruzco o pardo en manchas en la base de cada pétalo, que funcionan como guía de néctar para la polinización por insectos.

## Taxonomía
El género fue descrito por (Dunal) Spach y publicado en Annales des Sciences Naturelles; Botanique, sér. 2, 6: 365. 1836. La especie tipo es: Halimium umbellatum Spach. 
Etimología
Halimium: nombre genérico que proviene del griego hálimon, latinizado halimon = principalmente la orgaza o salgada (Atriplex halimus L., quenopodiáceas). Seguramente Dunal creó este nombre seccional del género Helianthemum, porque una de sus especies más características –Halimium halimifolium (L.) Willk.; Cistus folio Halimi de Clusio– tiene las hojas semejantes a las del halimon.
Especies selectas
- Halimium alyssoides
- Halimium atriplicifolium
- Halimium calycinum
- Halimium commutatum
- Halimium halimifolium
- Halimium lasianthum
- Halimium ocymoides
- Halimium umbellatum
- Halimium verticillatum
- Halimium viscosum

### Cultivo y usos
Varias especies de Halimium, y  numerosos híbridos y cultivares derivados de ellas, se usan mucho como planta ornamentales, populares en roquerías; con una inmensa gama de colores entre sus cultivares.